# Doktor (titul 1990–1998)
Doktor (z lat. doctor, ve zkratce Dr. a proto zaměnitelný s jiným doktorátem) je akademicko-vědecký titul, který byl udělován v Československu a později v České republice mezi lety 1990–1998 podle tehdy platného zákona o vysokých školách.
Udělován byl po absolvování postgraduálního studia (později doktorský studijní program, 8 v ISCED) – studia v obvyklém trvání tří let. Protože tehdejší vysokoškolský zákon z roku 1990 kromě podoby zkratky více neurčoval, je doloženo jeho užívání jak před jménem, tak za jménem. Dle úzu se však dnes spíše uvádí za jménem oddělen čárkou, tak jako jeho všechny ostatní postgraduální ekvivalenty (CSc., DrSc., Ph.D., ArtD., Th.D., event. DSc.), aby nedošlo k nechtěné záměně s jiným doktorátem. Svým významem může odpovídat dřívější vědecké hodnosti kandidát věd (CSc.), ale od účinnosti pozdějšího zákona o vysokých školách (č. 111/1998 Sb.) je považován za akademicko-vědecký titul doktor ve smyslu tohoto zákona a jeho nositelé mohou navíc požádat vysokou školu o změnu jeho zkratky na dnes standardní zkratku Ph.D. (do roku 2016 též v oblasti teologie Th.D. – doktor teologie) a o vydání osvědčení o tomto. Jinak mohou zkratku Dr. používat i nadále.